# Ценхаузен бај Ренерод
Ценхаузен бај Ренерод (њем. Zehnhausen bei Rennerod) општина је у њемачкој савезној држави Рајна-Палатинат. Једно је од 192 општинска средишта округа Вестервалд. Према процјени из 2010. у општини је живјело 414 становника. Посједује регионалну шифру (AGS) 7143315.

## Географски и демографски подаци
Ценхаузен бај Ренерод се налази у савезној држави Рајна-Палатинат у округу Вестервалд. Општина се налази на надморској висини од 540 метара. Површина општине износи 3,0 km². У самом мјесту је, према процјени из 2010. године, живјело 414 становника. Просјечна густина становништва износи 140 становника/km².